# Lea Bach
Lea Bach i Baixeras (Torelló, Osona, 1891 - Rio de Janeiro, Brasil, 6 octubre 1988) va ser arpista catalana de renom internacional.

## Biografia
Amb 7 anys va ingressar al Liceo Filarmónico Dramático de S.M. la Reina Isabel II, futur Conservatori del Liceu, de Barcelona. Fou una nena prodigi en la interpretació musical amb l’arpa, que féu la seva carrera sobretot a l’estranger. Va estudiar arpa al Conservatori del Liceu de Barcelona, centre en el qual, va rebre el diploma d’arpa a la jove edat de 13 anys, sota la tutela de la professora María Cortinas.
Posteriorment, va traslladar-se a Paris, per tal d’estudiar al Conservatori Superior de Música de París, sota la tutela de A. Hasselmans. Aprofitant la seva estança a França, va poder establir contactes i amistat amb artistes com Miró i Picasso, qui li va fer un retrat. També va ser retratada per altres pintors com Sunyer. Des de molt jove va iniciar una carrera com a concertista que la va portar fins al Nou Món i a partir del desencadenament de la Primera Guerra Mundial, la concertista es va establir Sud-amèrica com la seva residència fixa, primer a Buenos Aires l’any 1914. Durant aquesta estada, Lea exercia com a pedagoga i feia concerts de manera constant, rebent així el mèrit de les primeres audicions a Amèrica de les obres de Saint-Saëns, Debussy, Ravel i altres compositors post-romàntics i impresionistes.
Al termini de la guerra, Lea Bach va tornar a Europa, i va fixar la seva residència a Lisboa, on va exercir una intensa feina pedagògica durant uns anys. No obstant l’arpista va tornar a l'Argentina per fer concerts al Teatro de Colón de Buenos Aires uns anys després, i finalment va traslladar-se a Rio de Janeiro l’any 1929, ciutat on va residir la resta de la seva vida. Va seguir el camí de l'artista i virtuosa espanyola Clotilde Bosch i Cerdà, arpista que és anomenada sota el nom artístic de Esmeralda Cervantes.

Va ser professora del Conservatori de Río de Janeiro, considerada la veritable fundadora de l'escola d'arpa brasilera. Participà en la fundació, juntament amb Clotilde Cerdà i Bosch, de les escoles d’arpa del Brasil i de l’Argentina, on va introduir en aquest país la tècnica i el mètode francès d'interpretació. Ha dedicat més de 50 anys a l’ensenyança i l’aprenentatge musical, concretament a el magisteri d’arpistes brasilers.

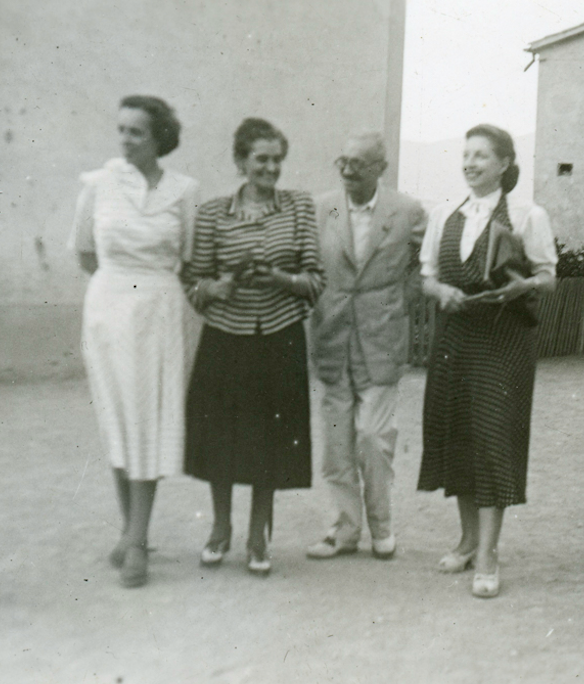
Lea Bach (a l'extrem dret) a la visita a Torelló el juliol de 1949 acompanyada per diversos membres de l’ADET.

Lea Bach fou una dona d’una vitalitat extraordinària que va donar el seu últim concert al maig de l’any 1980, amb quasi 100 anys. També va tocar davant de 35000 persones durant la temporada de concerts del Projecte Aquarius al parc de la ciutat de Río de Janeiro i va realitzar diverses gires per Estats Units, on va tocar al Carnegie Hall de Nova York. Ha rebut infinitat de premis, condecoracions, i distincions al llarg de la seva vida: ordre militar de Santiago Da Espada (Portugal), ordre al mèrit civil a Espanya, ciutadana benemèrita de l’estat de Río de Janeiro i carioca honorària també de Río, concedida pel primer diari del país O Globo.
Va contraure matrimoni amb Jaume Llovera i Tost el 17 de febrer de 1911 a Buenos Aires. Se'n divorcià l'any 1935 a Barcelona.